# Pachnoda lequeuxi
Pachnoda lequeuxi är en skalbaggsart som beskrevs av Rigout 1979. Pachnoda lequeuxi ingår i släktet Pachnoda och familjen Cetoniidae. Inga underarter finns listade i Catalogue of Life.